# オリバー・カーター
オリバー・サウター（Oliver Sauter、1995年5月9日 - ）は、スイスのチューリッヒ出身のプロレスラー。現在はオロ・メンサー（Oro Mensah）のリングネームで活動。

## 来歴

### NXT UK
2019年4月19日、カーターは、ダークマッチでデビューを果たし、カシアス・オーノと対戦し、敗北。その後、アシュトン・スミスとチームを組み、アウトライアーズと対戦し、勝利した。。2020年1月17日、スミスと、プリティ・デッドリーに勝利した。3月7日、カーターは、NXT UK王座の挑戦権を掛けた、バトルロイヤルに出場したが、敗北。2022年6月2日、カーターとスミスは、ムスタッシュ・マウンテン、ダイ・ファミリーをトリプルスレットマッチで破り、NXT UKタッグチーム王座を獲得。6月23日、カーターとスミスはジョシュ・ブリッグス & ブルックス・ジェンセンに対してタイトルを保持したが、スミスが膝の怪我を負い、チャンピオンシップを返上。

### NXT
その後、NXT UKが解体され、カーターは、WWEに留まった。スミスは、解雇され、フリーエージェントとなったカーターは、リングネームをオロ・メンサーと改名し、リターン戦でグレイソン・ウォーラーを破り、デビューを果たす。ハロウィン・ハボックで、メンサーは、NXT北米王座戦のラダーマッチで、カーメロ・ヘイズ、ウェス・リー、フォン・ワグナー、ネイサン・フレイザーと対戦するも敗北。11月4日、メンサーは、ザイオン・クインを破った。11月18日、チャニング "スタックス" ロレンツォと対戦するも敗北。12月2日、マイルズ・ボーンに勝利。12月30日、メンサーは、ハビアー・バーナルと対戦し、勝利。1月3日、再び、バーナルと対戦した。1月27日、スクリプトと対戦するも敗北。3月3日、メンサーは、エディ・ソープと対戦するも敗北。3月17日、チャーリー・デンプシーと対戦するも敗北。

## 獲得タイトル
COW
- COWインターステート王座 : 1回
- COWヘビー級王座 : 1回

GWF
- GWFタッグチーム王座 : 1回（w / センザ・ヴォルト

GHW
- GHWゼロ・グラビティ・カップ王座 : 1 回

NECW
- ニューワールド・ヘビー級王座 : 1回

SCW
- SCWタッグチーム王座 : 1回（w /キャッシュ・クラッシュ

SWE
- SWE王座 : 1回

WWE
- NXT UKタッグチーム王座 : 1回（w /アシュトン・スミス

## 入場曲
- Gold 現在使用中
- Sahara Shake
- Heart of Africa